# NGC 6068
NGC 6068 (również PGC 56388 lub UGC 10126) – galaktyka spiralna z poprzeczką (SBbc), znajdująca się w gwiazdozbiorze Małej Niedźwiedzicy. Odkrył ją William Herschel 6 grudnia 1801 roku.